# 1567
1567 (MDLXVII) fue un año común comenzado en miércoles del calendario juliano.

## Acontecimientos
- 1 de enero: España - Felipe II publica una pragmática contra la actitud levantisca de los moriscos en Granada, origen de la guerra de las Alpujarras.
- 13 de marzo: Se libra la batalla de Oosterweel en los inicios de la guerra de Flandes.
- Inglaterra - Fundación de la Bolsa de Londres.
- Junio - Jacobo Carlos Estuardo es coronado rey de Escocia como Jacobo VI.
- 25 de julio: Fundación de la ciudad de Santiago de León de Caracas en Venezuela por Diego de Losada.
- 5 de septiembre: El duque de Alba, nuevo gobernador de los Países Bajos españoles, instaura el Tribunal de los Tumultos.  Cuatro días después este tribunal condenaría a muerte a los condes de Egmont y Horn, ejecutados al año siguiente.
- 10 de noviembre: Se libra la batalla de Saint-Denis en el marco de las guerras de religión de Francia.

## Nacimientos
- 5 de mayo: Claudio Monteverdi, músico, clavecinista y compositor italiano (f. 1643).
- 5 de septiembre: Date Masamune, daimyō japonés del período Azuchi-Momoyama.
- 10 de octubre: Catalina Micaela de Austria, aristócrata («infanta» y «duquesa de Saboya») austríaca (f. 1597).
- Carlos Coloma, militar, historiador y diplomático español.
- Diego de Ospina y Medinilla, fundador de la ciudad de Neiva, Colombia (f. 1630)
- Sanada Yukimura, samurái japonés (f. 1615).

## Fallecimientos
- Gómez Pereira, filósofo, médico y humanista español, natural de Medina del Campo —fecha dudosa—
- 6 de enero: Alessandro de Médici, Duque de Florencia. (n. 1510)
- 30 de marzo: Domenico Brusasorci, pintor italiano (n. 1515)